# Albert Charle
Albert Joseph Charle (1821 - 1889) beter gekend onder de artiestennaam Charle-Albert, was een vermaarde Brusselse architect, gespecialiseerd in interieurdecoratie en historische reconstructie.

## Biografie

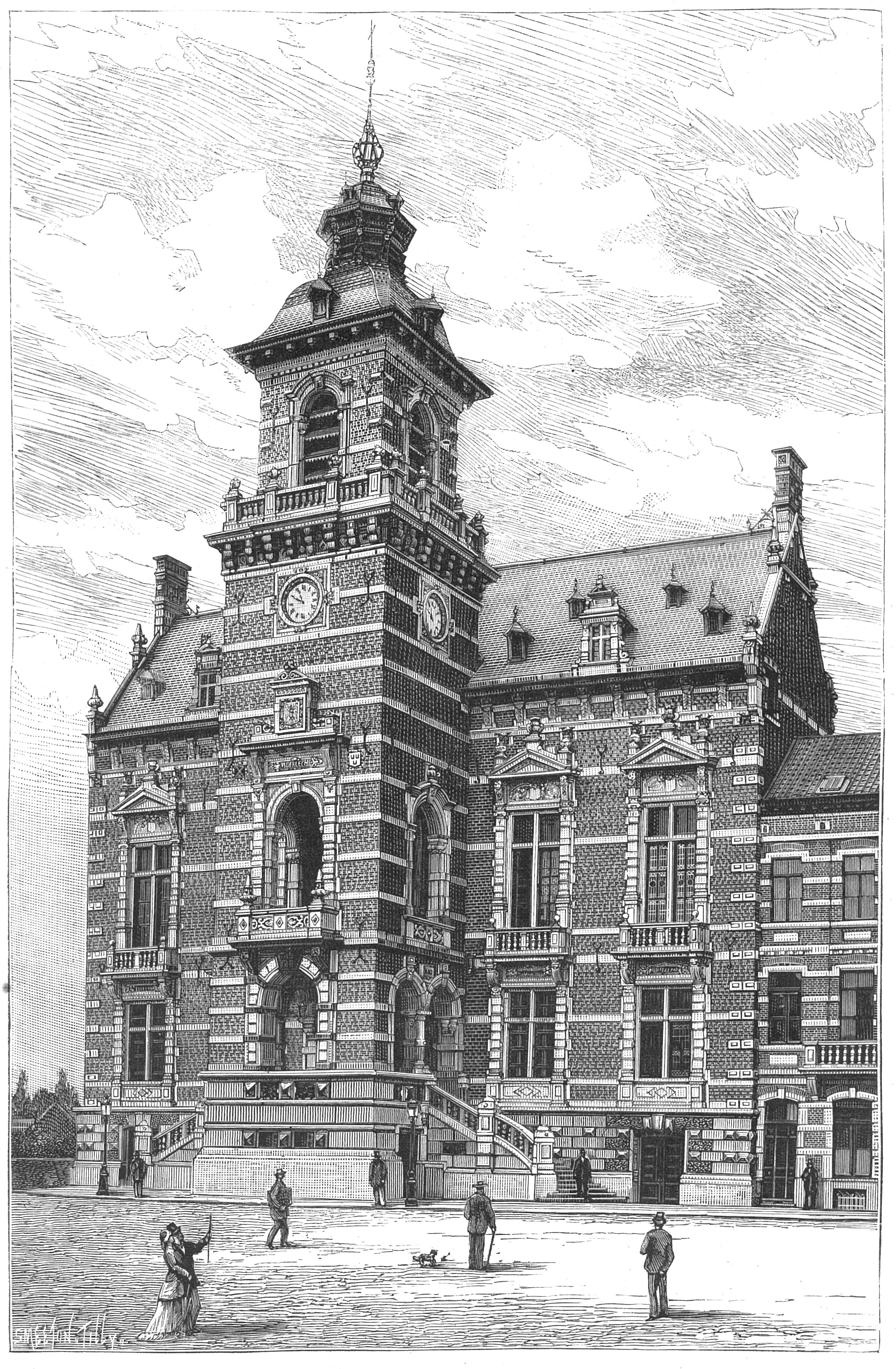
Gemeentehuis van Anderlecht, ten dele versierd door
Albert Charle.

Charle-Albert werd te Brussel geboren op 16 juli 1821 als zoon van een eenvoudige arbeider.
Hij ontwikkelde zijn vaardigheden van kindsbeen af en maakte zich de kunst van de decoratie eigen, middels een waaier van bezigheden. Zo volgde hij reeds als elfjarige knaap een opleiding voor 
schildersgast bij een huisschilder: een zekere Peltzer.
Nadien vertoefde hij een tijd in Keulen, waar hij zich bezighield met het schilderen van portretten.
Tevens was hij een episode actief als werknemer bij het Cartografisch Instituut Vermaelen te Brussel.
Van 1854 tot 1863 werkte hij -nog steeds te Brussel- bij de bronsgieterij Société Corman et Cie die mettertijd uitgroeide tot de Companie des Bronzes (Sint-Jans-Molenbeek).
Slechts vanaf 1863, toen hij reeds 42 jaar was, werd Albert een zelfstandige decorateur. Vervolgens evolueerde hij tot leraar « Decoratieve kunsten en architectuur ».

Architect Jean Baes (Brussel, 1848 - Elsene, 1914) was van 1867 tot 1871 zijn leerling. Later deed Baes bij hem stage en werd hij diens medewerker, onder meer voor de decoratie van het Koninklijk kasteel te Laken.
Anno 1868 breidde Alberts gezin zich uit met een zoon: Gabriël (Brussel 28 mei 1868 - Sart-Tilman 2 september 1919).
Albert woonde toen te Brussel in de Hamerstraat en schafte zich in dat jaar een perceel grond aan, gelegen te Bosvoorde (Charle-Albertlaan 7), waar hij een verblijf voor zijn familie wilde bouwen. Na de aankoop van het terrein begonnen - vermoedelijk in 1869 - de werken. Gelet op de ongewone 17de-eeuwse stijl, de grootte van het huis en zijn bijzondere inrichting, kon men gewagen van een klein kasteel. Vandaar de benaming: Charle-Albertkasteel. Verwijzend naar de historiserende bouwwijze die geïnspireerd was op de Vlaamse renaissancestijl, werd het gebouw ook wel het Vlaamsche huys (Vlaamse huis) genoemd.
Albert ontving er in de loop der jaren verscheidene personaliteiten uit artistieke kringen. Hij oogstte voor zijn woning zowel lof als kritiek. Getuige daarvan is de tekst die hij in de gevel liet verwerken: « Ik heb geboudt dat Vlaamsche huys, voor d’eenen slecht, d’anderen pluys, wat deeren woorden zuer of zoet, dat eenen anderen beeter doet...».
In 1877 richtte Albert in Watermaal-Bosvoorde een Tekenacademie op, alwaar zijn zoon Gabriël (op den duur zelf architect) later de functie van lesgever uitoefende.
Gedurende achttien jaren werkten de beste ambachtslui aan de verfraaiing van Alberts aanzienlijke woning. Na de voltooiing in 1887, verliet deze (inmiddels bejaard) zijn kasteel en keerde terug naar zijn Brussels huis aan de Hamerstraat.
In tussentijd had Arconati Markiezin Visconti (anno 1886) hem verzocht het kasteel van Gaasbeek te restaureren.
Charle-Albert nam de leiding van deze restauratie op zich, maar stierf te Brussel zeer onverwacht op 27 november 1889 terwijl de opdracht in uitvoering was. Zijn opvolger, Edmond Bonnaffé, zette het onvoltooide werk verder tot 1898, in overeenstemming met de opvattingen van zijn voorganger.
De teraardebestelling van Charle-Albert geschiedde op de begraafplaats van Evere.
Markiezin Visconti kocht een deel van Alberts nalatenschap en decoreerde daarmee haar eigen kasteel.

## Werken (selectie)
- Ontwerp van muurschilderingen en bijpassende glasramen in neogotische stijl, in het koor van de Kapellekerk aan de Marollen.
- 1869-1887: ontwerp, bouw en decoratie van het Vlaams huis (Charle-Albertkasteel) te Bosvoorde.
- na 1871: decoratie van het Koninklijk kasteel van Laken.
- 1875-1879: decoratie van het gemeentehuis te Anderlecht (Raadsplein 1).
- 1887-1889: restauratie van het kasteel van Gaasbeek.

- Gemeinsame Normdatei: 122241169
- International Standard Name Identifier: 0000 0000 5220 9405
- Library of Congress Control Number: no99085448
- RKD-Nederlands Instituut voor Kunstgeschiedenis: 330904
- Union List of Artist Names: 500315728
- Virtual International Authority File: 5809357
- WorldCat: E39PBJgt4w3mfrvH3HYwM3X8G3